# David Houston
David Houston (Bossier City, 9 december 1938 - 30 november 1993) was een Amerikaanse countryzanger. Zijn hoogtepunt in populariteit kwam tussen het midden van de jaren 1960 en het begin van de jaren 1970. Zijn grootste succes kwam in 1966, toen zijn opname van Almost Persuaded negen weken lang bovenaan de Billboard Hot Country Singles-hitlijst stond en Houston een paar Grammy Awards opleverde.

## Jeugd
Houston werd geboren in Bossier City in het noordwesten van Louisiana. Hij was een afstammeling van Sam Houston, de eerste president van de Republiek Texas en de Zuidelijke generaal Robert E. Lee. Zijn peetvader was de popzanger Gene Austin uit de jaren 1920. Net als Austin woonde Houston als jongere korte tijd in een huis op de kruising van de Marshall- en Goodwill-straten in Minden, de zetel van Webster Parish in het noordwesten van Louisiana. Een andere muzikant uit Minden, Tommy Tomlinson, werkte samen met Houston op de single Mountain of Love.
Houston was een van de eerste artiesten bij National Recording Corporation in Atlanta, Georgia. In 1963 werd hij nationaal beroemd met Mountain of Love. Het lied, dat anders was dan het deuntje dat beroemd werd gemaakt door componist Harold Dorman, Johnny Rivers en Charley Pride, steeg naar nummer twee in de Billboard Hot Country Singles-hitlijst, net als Livin' in a House Full of Love (1965).
In 1966 nam Houston Almost Persuaded op. Dit nummer, dat geen verband houdt met de gelijknamige hymne van Philip Paul Bliss, is het verhaal van een getrouwde man die erin slaagt een verleidster te weerstaan die hij in een taverne ontmoet. Houstons opname ervan bereikte in augustus snel de nummer één en bracht uiteindelijk negen weken door in de Billboard Hot Country Singles-hitlijst. 46 jaar lang deed geen enkel nummer het zo goed totdat Taylor Swift zijn negen weken durende record op 15 december 2012 evenaarde met We Are Never Ever Getting Back Together. (Swifts nummer overtrof de negen weken durende run van Almost Persuaded, die begin 2013 een 10e week op nummer 1 doorbracht.)
Houston werd bekroond met twee Grammy Awards voor «Best Country & Western Recording» en «Best Country & Western Performance, Male» in 1967 voor Almost Persuaded.
Hij vermaakte in 1968 troepen in Fort Polk, Louisiana.
Almost Persuaded begon een reeks van top vijf Houston-singles tot 1973, waaronder de zes nummer 1-hits With One Exception en You Mean the World to Me (1967), Have a Little Faith en Already It's Heaven (1968), Baby, Baby (I Know You're a Lady) (1970) en My Elusive Dreams uit 1967 in duet met Tammy Wynette.
In latere jaren zong Houston duetten met Barbara Mandrell op een aantal van haar vroege hits, met name After Closing Time uit de jaren 1970 en I Love You, I Love You uit 1972.
Houston's laatste Top 10 countryhit kwam in 1974 met Can't You Feel It, hoewel hij doorging met het maken van platen tot 1989.

## Overlijden
David Houston overleed in november 1993 op 54-jarige leeftijd aan de gevolgen van een hersenbloeding. Hij woonde in Kenner, een buitenwijk van New Orleans.

## Discografie

### Singles
- 1963: Angeline / Mountain Of Love
- 1966: Almost Persuaded / We Got Love
- 1967: Sweet, Sweet Judy / With One Exception
- 1967: Marriage On The Rocks / My Elusive Dreams
- 1967: Don't Mention Tomorrow / You Mean The World To Me
- 1969: Baby, Baby (I Know You're A Lady) / True Love's A Lasting Thing
- 1970: I'll Do My Swinging At Home / Then I'll Know You Care
- 1970: After Closing Time / My Song Of Love
- 1970: If God Can Forgive Me / Wonders Of The Wine
- 1971: Rest Of My Life / A Woman Always Knows
- 1972: The Rest Of My Life / Soft, Sweet And Warm
- 1973: Good Things / The Love She Gives
- 1973: She's All Woman / Sweet Lovin'

### Albums
Epic Records
- 1964: David Houston, New Voice From Nashville
- 1965: David Houston Sings Twelve Great Country Hits
- 1966: Almost Persuaded
- 1967: A Loser's Cathedral
- 1967: My Elusive Dreams (met Tammy Wynette)
- 1967: You Mean The World To Me
- 1968: Already It's Heaven
- 1969: Where Love Used To Live/My Woman's Good To Me
- 1969: David
- 1970: Baby, Baby
- 1970: Wonders Of Wine
- 1972: The Day Love Walked In
- 1972: A Perfect Match (met Barbara Mandrell)
- 1973: Good Things
- 1975: A Man Needs Love
- 1976: What A Night

- Bibliothèque nationale de France: cb139299037 (data)
- Gemeinsame Normdatei: 134411404
- International Standard Name Identifier: 0000 0000 8055 5954
- Library of Congress Control Number: n83005345
- MusicBrainz: d0bae109-2e47-432b-a8a9-95a12e74800e
- Nationale Bibliotheek van Tsjechië: mzk2005266623
- Virtual International Authority File: 78799521
- WorldCat: E39PBJcRbPMHDjgDKPKFWdyfMP